# Plaza del Pan (Sevilla)
La plaza del Pan de Sevilla, oficialmente denominada como "plaza Jesús de la Pasión" está situada en la trasera de la iglesia del Salvador en el barrio de la Alfalfa, distrito Casco Antiguo.

## Denominación
El nombre más antiguo que se conoce de esta zona es plaza de San Salvador por la aledaña iglesia. De manera que los dos lugares situados uno al frente de  este templo y el otro ubicado a su espalda recibían el mismo nombre. Para distinguirlas se comenzó a llamar a la aquí referida como Abajo de San Salvador. En el siglo XVII pasó a conocerse como plaza del Pan, por los múltiples puestos de venta de este producto situados en la misma. 
En 1914, a petición de feligreses de la vecina parroquia el ayuntamiento le impuso el nombre de Jesús de la Pasión y aunque se produjeron protestas de los comerciantes por el cambio de denominación, no prosperaron. Con la llegada de la Segunda República volvió a su nombre tradicional del Pan y la victoria franquista en 1939 trajo ya hasta la actualidad el nombre oficial de Jesús de la Pasión. A pesar de ello, la ciudadanía y numerosos textos literarios han continuado refiriéndose a ella como plaza del Pan.

## Historia

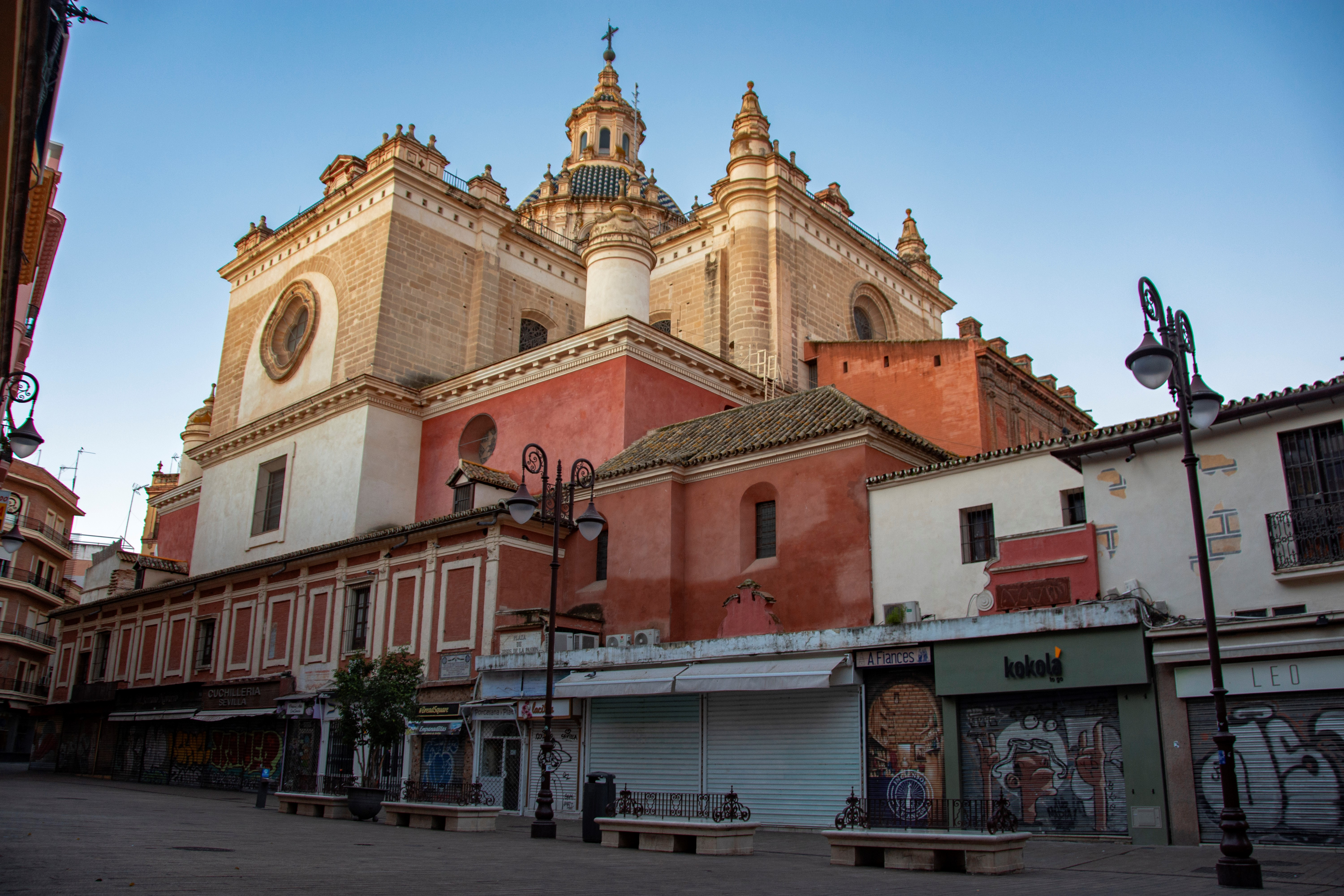
Vista de la plaza del Pan y la iglesia del Salvador.

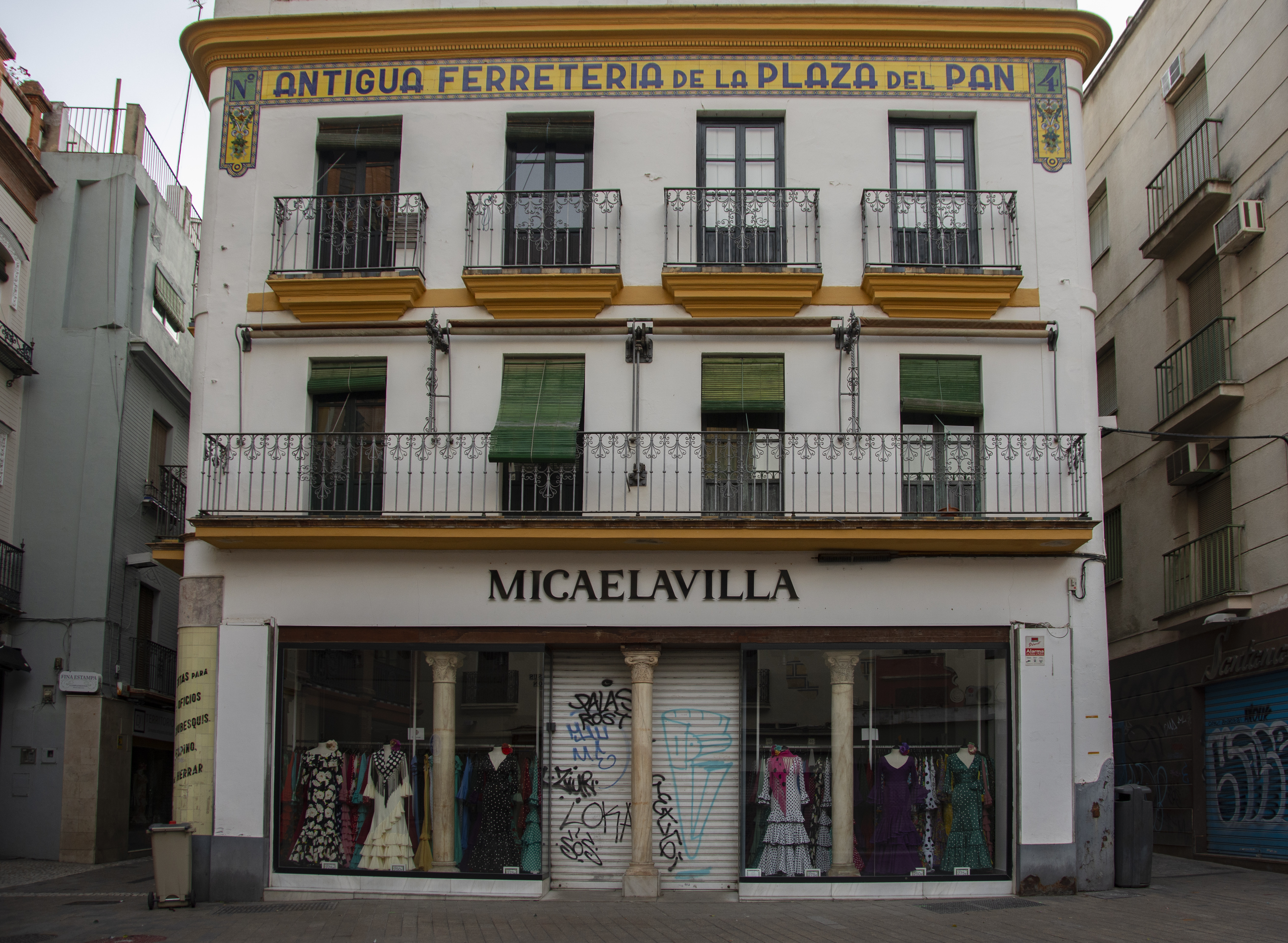
Edificio de la plaza del Pan.

Durante el periodo almohade la plaza del Pan formaba parte del zoco de la mezquita de Ibn Adabbas (situada en la actual iglesia del Salvador) 
y que ocupaba además la plaza del Salvador y la Alfalfa. En este mercado se vendían alimentos como pescado, pan y verduras.
En 1172, se erigió la mezquita alhama en el lugar actualmente ocupado por la catedral. Con esta nueva construcción, la alcaicería de Ibn Adabbas perdió la primacía comercial aunque continuó siendo un importante polo comercial de la ciudad. Tras la conquista de Sevilla por la corona de castilla en 1248 se mantuvo el uso comercial y artesanal en esta zona. En algunos casos la tradición se ha mantenido hasta la actualidad como el gremio de los zapateros en la vecina calle Córdoba.
A medidados del XIX el mercado de pan y alimentos se trasladó a la cercana plaza de la Encarnación . La llegada del siglo  XX  trajo a esta plaza y sus alrededores la estampa de los cargadores gallegos y montañeses que ejercían de porteadores de mercancías y cuya figura recogen en sus escritos los poetas Luis Cernuda y Rafael Laffón.

## Descripción
La plaza de carácter peatonal tiene forma trapezoidal. El lado norte está ocupado por el edificio de los antiguos almacenes de tejidos de Pedro Roldán, obra de estilo regionalista de 1926, proyectada por el arquitecto sevillano José Espiau y Muñoz. El frente oeste, el más significativo por motivos estilísticos e históricos, corresponde a la parte trasera de la iglesia del Salvador donde se ubicaban primitivamente los puestos de pan que dieron nombre a la plaza y que actualmente está ocupada por pequeños comercios adosados al muro de la iglesia bajo arquerías tabicadas, en la que cada tienda ocupa uno de los arcos tras los cuales se eleva la iglesia, con diversas alturas.
El primero de los edificio del lado este, data del siglo  XVIII sus bajos estaban ocupado por una ferretería y actualmente es un edificio de viviendas, aunque mantiene un gran rótulo cerámico del antiguo comercio.

## Lugares de interés
- Edificio de los antiguos almacenes de tejidos de Pedro Roldán. Fue construido entre 1926 y 1927, obra de estilo regionalista del arquitecto José Espiau y Muñoz como edificio para los almacenes de tejidos de Pedro Roldán.

### (1613) Miguel de Cervantes: Rinconete y Cortadillo

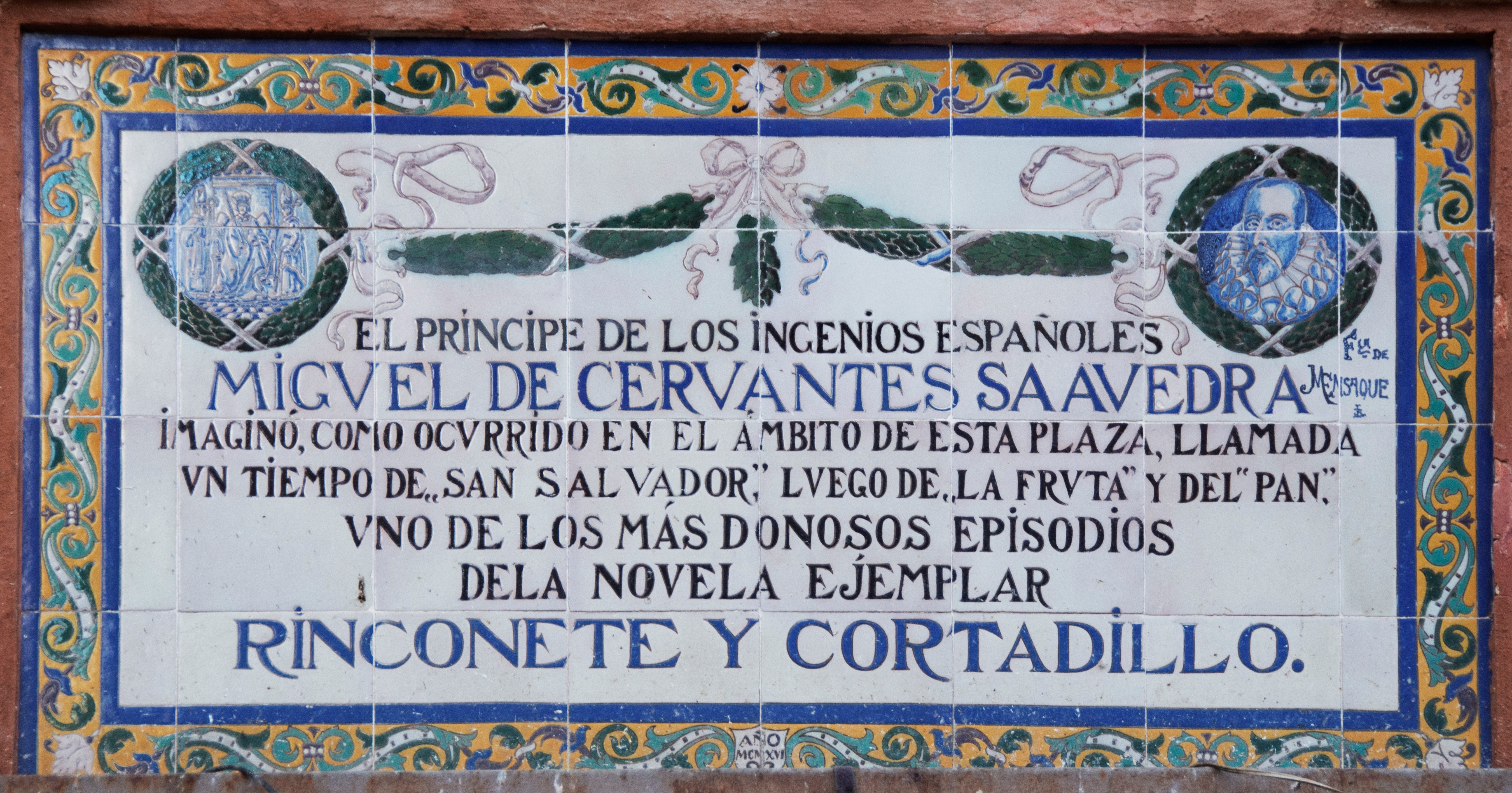
Mural de azulejos colocado en 1916 en la plaza del Pan en conmemoración del tercer aniversario de la muerte de Miguel de Cervantes.